# Pirata piratimorphus
Pirata piratimorphus là một loài nhện trong họ Lycosidae.
Loài này thuộc chi Pirata. Pirata piratimorphus được Embrik Strand miêu tả năm 1908.